# Diccionari de sinònims de frases fetes
El Diccionari de sinònims de frases fetes és un diccionari fraseològic conceptual de la llengua catalana elaborat per Maria Teresa Espinal i Farré.
A diferència dels diccionaris fraseològics tradicionals, organitzats alfabèticament, aquesta obra agrupa les expressions segons els conceptes que expressen. L'obra defineix com a frase feta «qualsevol expressió supralèxica que constitueix una forma lingüística estereotipada del català, estructura sintagmàtica fixada al lèxic de la llengua». Això inclou locucions, frases fetes tradicionals, modismes i expressions contemporànies.
L'obra va ser publicada per primera vegada el 2004 en paper, i tenia 1.578 pàgines. La primera edició comptava amb 5.500 entrades conceptuals i 15.500 expressions lexicalitzades. Posteriorment, el 2018, es va llançar una edició corregida i ampliada en línia. El juliol de 2025 va sortir una nova edició en línia, que incorpora una revisió amb un 54% dels registres inicials revisats i millorats. Aquesta versió conté 5.800 entrades conceptuals, 19.600 expressions lexicalitzades i 23.200 registres distints.

## Recepció crítica
L'obra va rebre crítiques favorables des de la seva publicació. David Paloma en va destacar que «té pinta de convertir-se en un clàssic» i va elogiar la seva innovació metodològica, descrivint-la com «una obra rigorosa i plena d'innovacions». Károly Morvay va qualificar-lo com «el recull més complet d'expressions idiomàtiques catalanes» i va elogiar el fet que sigui «la primera obra lexicogràfica catalana» on s'han analitzat detalladament tots els fenomens fraseològics i s'han justificat les decisions metodològiques. Morvay va destacar especialment que els redactors «faciliten totes les informacions necessàries per a l'ús adequat del diccionari».
Joan Martí i Castell, en una ressenya publicada a Estudis Romànics el 2004, reconeix l'abast i la gran tasca de recopilació del diccionari, però assenyala nombroses mancances: dependència molt alta d'obres prèvies; manca d'explicació i justificació dels criteris d'entrada i de classificació; incoherències en el tractament de variants dialectals i de la transcripció fonètica; distribució semàntica i agrupació de sinònims sovint discutibles o contradictòries; inclusió de castellanismes i decisions considerades arbitràries que limiten la utilitat del diccionari com a obra de referència. Conclou que, malgrat la riquesa documental, el diccionari requeriria una revisió i una edició renovada per corregir aquests problemes. Albert Pla Nualart, de l'Ara, va considerar l'obra «imprescindible» i va destacar que era «l'esforç més complet, rigorós i actualitzat perquè l'usuari pugui accedir a la frase feta partint del concepte que hi ha al darrere».